# 馬克·夏卡爾

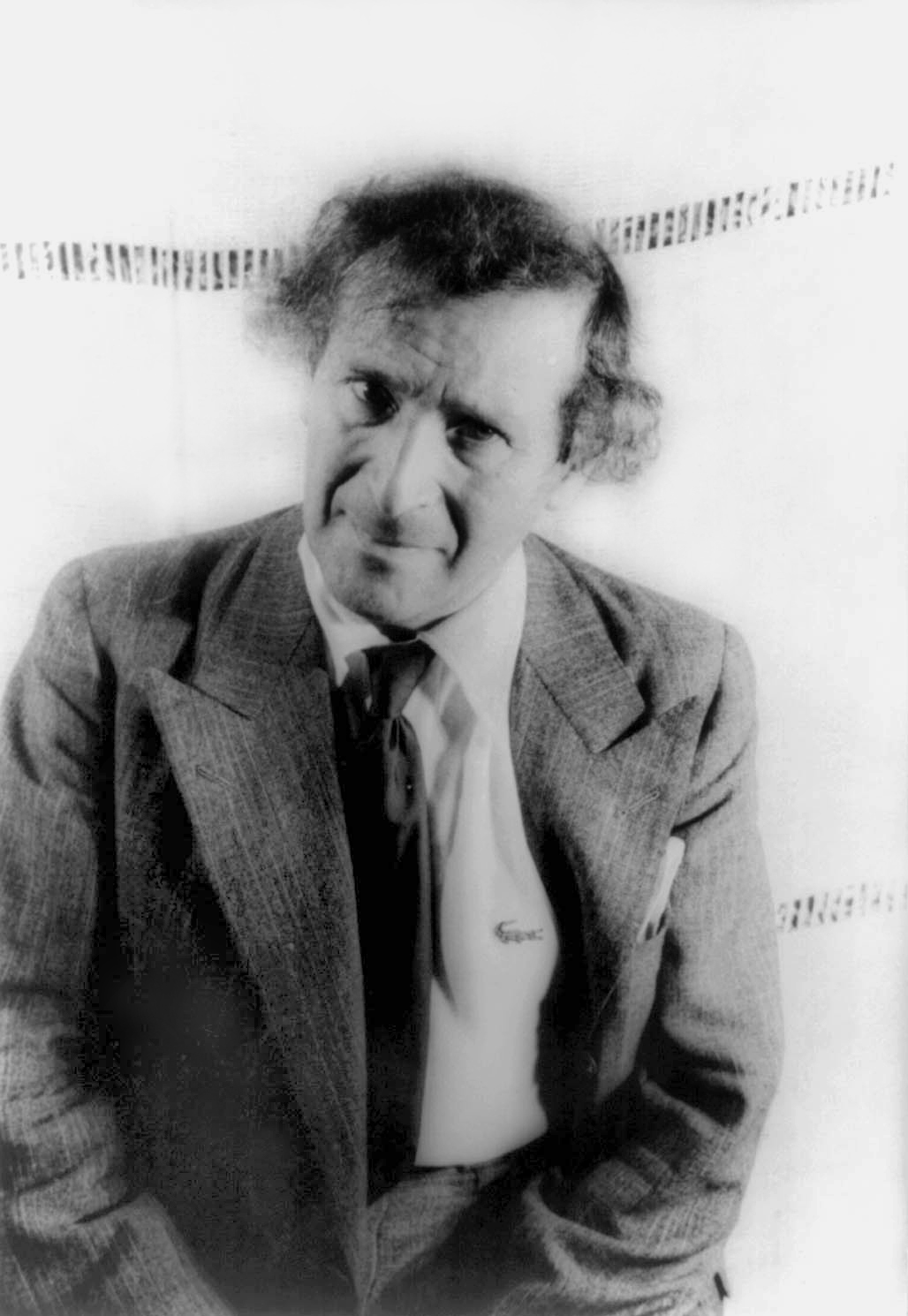
1941年的夏卡爾，卡尔·范·韦克滕摄

馬克·夏卡爾（又譯馬克·夏加爾；意第緒語：‎；1887年7月6日—1985年3月28日），出生名莫伊舍·扎卡爾羅維奇·夏卡爾（羅馬化：Moishe Zakharovich Shagal），是白俄羅斯猶太裔的俄法著名藝術家，游離於印象派、立體派、抽象表現主義等多流派間，作品形式包括繪畫、素描、彩色玻璃、舞台佈景、陶瓷等。他的畫呈現出夢幻、象徵性的手法與色彩，「超現實派」一詞就是阿波里奈爾為了形容他的作品而創造出來的。
夏卡爾出身猶太家庭，早期的猶太思想是他根深蒂固的思想泉源。其父母以微薄的收入養育10名子女，家境貧困。少時所見黑暗的木屋、迷信的鄉民、演奏著小提琴的人、牛、羊、雞以及馬等都成為了夏卡爾的創作泉源。1922年離開俄國，定居於巴黎近郊。第二次世界大戰期間移居美國，開始設計芭蕾舞的佈景和服裝。這些畫中的動物、物體和人取材於個人生活、美夢和俄羅斯民間傳說。

## 生平

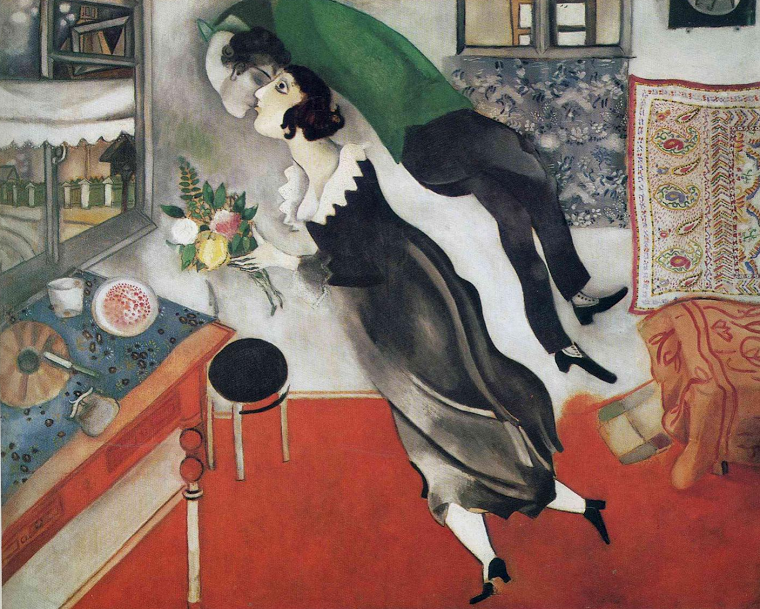
《生日》，夏卡爾代表作之一

夏卡爾原名莫依希·夏卡爾，於1887年7月7日出生在白俄羅斯靠近俄羅斯維捷布斯克附近的村庄利奧茲諾。其父母是講意第緒語的哈西德派猶太教徒。不富裕的生活環境，加上嚴格禁止繪製圖像的信仰傳統，本應限制夏卡爾成為畫家的路。但富有文化傳統的哈西德派及故鄉的自然景象，反為其帶來豐富的創作元素，不斷出現在其作品中。
小學時，夏卡爾從同學那看到書籍的插圖，回家後，他模仿書籍插圖，並以自己的想像重組，這開啟了他的繪畫之路。之後，他在當地的寫實派畫家彭恩的工作室學習繪畫。1907年，夏卡爾來到聖彼得堡，斷斷續續學習了3年，最後投入巴克斯特門下的藝術學校。他從巴克斯特那得知巴黎的藝術環境，便開始對巴黎懷著無限憧憬。1910年，隻身前去法國。抵達法國後，就給自己取了法文名字馬克·夏卡爾。
在法國，他受到了後印象派、表現主義、立體派等思潮影響，並於1914年在名為《突擊》的畫廊裡舉行第一次的個展。隨後，他回到了維捷布斯克。1917年俄國十月革命時期，夏卡爾出任維捷布斯克地區藝術人民委員，著手在當地創辦美術學院和博物館的計畫。但是，政治上的爭休不斷，使他放棄工作而移居莫斯科。在那裡，他把注意力轉向劇場，製作舞臺佈景和服裝，並為莫斯科小劇院作壁畫。從1923年到二次大戰爆發間，他和妻女待在巴黎，並為《死魂靈》、《寓言》及《聖經》蝕刻系列製作插圖。
二次世界大戰時，因政治迫害來到美國，並在1945年為史特拉汶斯基的芭蕾舞劇《火鳥》設計背景和服裝。起初，美國的藝評家並不欣賞夏卡爾，但1946年大規模回顧展後，美國開始擁抱夏卡爾。1948到1985年去世前，定居法國。這段時間，他最有名的作品，便是彩色玻璃畫窗，及為紐約大都會歌劇院新館製作的兩個大型壁畫。
阿波利奈爾是如此讚歎夏卡爾：「他從理性的桎梏中解脫出來，把想像力與無意識的衝動相結合，產生了記憶與夢幻的世界。他的境界是屬於超自然的。從他心靈深處激起的那份情感，是如此激烈。」；而畢卡索如此評論夏卡爾：「從馬諦斯以後，他是唯一真正懂得色彩的人。」從俄國擴散至整個歐洲，甚至到美國，夏卡爾的作品受到許多人的喜愛。

## 夏卡爾作品特色
夏卡爾於1910年前往巴黎。在蒙帕納斯住一年半之後，搬到「蜂箱」的藝術家社區，因而結識許多前衛畫家 ，從而鼓勵了其在俄國已略見富有詩意而獨特風格。因同社區的畫家的介紹，夏卡爾於1912年時，加入名為「調色盤」（La Palette）藝術學院與「黃金分割派」。「調色盤」和「黃金分割」都是立體主義畫派，放棄用傳統的單一視角來觀察物體，將不同視點統合在同個畫面，希望以此來表達物體最為完整的形象；強調分裂效果，有時甚至將畫面支解到無法辨認的地步。受其影響，夏卡爾的作品如《向阿波里內爾致敬》和《樂園》等等，都明顯可見濃厚的立體主義的風格。
雖說夏卡爾的畫受到立體主義風格影響，但其只做了短時間的試驗。他在1944年接受斯威涅（Sweeney）的訪問時提及自己對立體主義的看法：夏卡爾覺得立體主義過度限制了繪畫的表現手法，只將物體解構後重組，他希望找尋更自由的表達方式，一種可以表達內心真實的呈現方式。夏卡爾從立體主義那學到對形的分析，但其解析的不是物體的結構，他重組的也不是物體的各個面向，而是他的記憶，他將經驗的記憶重組成充滿感情的畫。他說：「我是將佔據我內心的形象收集畫出來」。
因此我們可以說：「如果立體主義是對物體的分解及再統整有興趣，夏卡爾則是對分解的記憶有興趣」。他融合了立體主義的繪畫方式，亦了解其限制，藉著立體主義的技巧，「夏卡爾合併在不同時間所從事的一些活動，在他的畫作《我與村莊》。這畫作所關注的是童年的回憶，所捕捉的不是某一時刻，亦不是某一季節，而是成長的歲月。」

## 夏卡爾的自評
夏卡爾的作品內容表現多為超現實的繪畫。夏卡爾曾說：「很多人都說我的畫是詩的、幻想的、錯誤的。其實相反地，我的繪畫是寫實的⋯⋯」
「我不喜歡『幻想』和『象徵主義』這類話，在我內心的世界，一切都是現實的、恐怕比我們目睹的世界更加現實。」夏卡爾告訴我們，他的藝術雖看起來奇怪，卻是發自內心的情緒和感觸，不是憑空亂畫的，是藝術上的真實。

## 外部連結
- 夏卡爾自.vitebsk.by/ Official Web Site of 夏卡爾博物館 （页面存档备份，存于） - 維捷布斯克市. 白俄羅斯東北部
- Official Web Site of 法國的夏卡爾博物館 （页面存档备份，存于）
- 生日快樂~夏卡爾的愛與美/國立故宮博物院
- CGFA 夏卡爾的藝術
- 夏卡爾的所有複製畫印刷品 （页面存档备份，存于）